# Poncin

Poncin este o comună în departamentul Ain din estul Franței.